# مطر من نار
مطر من نار (باليابانية: 火の雨がふる، بالروماجي: Hi no ame ga furu) هو فيلم أنمي ياباني مبني على رواية تحمل نفس الأسم، من إخراج سيجي أريهارا، ومن إنتاج استوديو موشي برودكشن، عرض في اليابان في 15 سبتمبر عام 1988، تم دبلجته إلى العربية من قبل مركز الزهرة وعرض على قناة سبيستون.

## القصة
تدور أحداث القصة عن طفل يدعى يوجي يحلم بأن يجر عربة السباق مع صديقه نوبو، يلتقي بالفتاة يوريكو القادمة من طوكيو بعد الغارة الجوية عليها، والتي أدت إلى مقتل امها واخيها واصدقائها، تلتحق بالمدرسة التي فيها يوجي واصدقائة، وتخبر الأطفال عن القنابل وما تسببه من دمار، لأن الأطفال كانوا لايعرفون شيءً عن الحرب لأنهم لم يتعرضوا إلى غارة جوية.

## الأداء الصوتي
| الشخصية        | الأداء الصوتي  |
| -------------- | -------------- |
| يوريكو         | مايومي شو      |
| ميتسوكو نوزاوا | ميوكو أسو      |
| السيد ماتسو    | يوساكو يارا    |
| يوكي ماتسو     | توشيكو ساوادا  |
| إيشي           | شينغو كانيموتو |
| يامادا         | كينيتشي أوغاتا |
| نائب المدير    | ماسايوكي كاتو  |
| المعلم تاناكا  | نوريكو أويمورا |
| يوكي ماتسو     | كوزو شيويا     |

## الأصوات العربية
تم دبلجة فيلم مطر من نار إلى اللغة العربية بواسطة شركة مركز الزهرة، وهي شركة معروفة بإنتاج الدبلجات العربية للعديد من أعمال الأنمي الشهيرة، مما جعله متاحًا لجمهور واسع في الوطن العربي. عُرض الفيلم على قناة سبيستون، التي تُعتبر من أهم القنوات المتخصصة في بث الأنمي والبرامج الموجهة للأطفال في العالم العربي.
تضم قائمة أداء الأصوات العربية مجموعة من الممثلين والممثلات الذين قدموا شخصيات الفيلم بحيوية وتأثير، مما ساعد على نقل جو القصة وأحداثها للمشاهدين العرب بصدق وإتقان. لم تتوفر تفاصيل دقيقة كاملة عن أسماء فريق الدبلجة العربي في المصادر العامة، لكن يُعرف أن دبلجة مركز الزهرة تتميز بجودة الأداء والاهتمام بتوصيل المعاني بشكل مناسب للثقافة العربية.
للمزيد من المعلومات عن دبلجة مركز الزهرة وأعمالها، يمكن الرجوع إلى صفحة مركز الزهرة على ويكيبيديا.

## وصلات خارجية
- مطر من نار على موقع my list anime